# Ozuna (cântăreț)
Juan Carlos Ozuna Rosado, cunoscut pur și simplu sub numele de familie Ozuna, este un cântăreț și rapper portorican. Toate cele cinci albume ale sale de studio au ocupat primul loc în topul Billboard Top Latin Albums, Aura ocupând locul șapte în Billboard 200.
De la începutul carierei sale, a vândut aproximativ 15 milioane de discuri, făcându-l unul dintre cei mai bine vânduți artiști de muzică din America Latină a tuturor timpurilor. La 1 februarie 2019, Ozuna a avut cele mai multe videoclipuri de un miliard de vizionari de pe YouTube  și a câștigat două premii Latin Grammy, cinci premii Billboard Music Awards, douăsprezece premii Billboard pentru muzică latină, patru Guinness World Records, printre alte premii.